# Thesaurica ocellata
Thesaurica ocellata là một loài bướm đêm trong họ Crambidae.